# コムズガーデン
コムズガーデンは、大阪市都島区にある地下街である。大阪市の第三セクターから2018年4月1日の民間会社化によって大阪市高速電気軌道 (Osaka Metro) の子会社となった大阪地下街が運営管理している。

## 概要
1990年（平成2年）3月20日に大阪市営地下鉄長堀鶴見緑地線の第1期開業区間（京橋 - 鶴見緑地）の営業開始に併せて開設された。
所在地は大阪府大阪市都島区東野田町二丁目6番1号。
長堀鶴見緑地線と京阪電鉄の京橋駅に直結している。特に、地下鉄駅の改札を出ると、すぐ地下2階のフロアーが目の前である。
主として飲食店、美容室、保険代理店が出店している。
地下街の構造としては珍しく、地下2階までのオープン構造となっており、陽射しと雨が最下層の地下2階まで入り込む。吹き抜け部分を囲む形で店舗が並んでいるので、万一の災害時も防災面で非常に有利である。